# Один хибний хід
Один хибний хід — кримінальний трилер 1992 року.

## Сюжет
Лайза Вокер, яка приїхала до Лос-Анджелеса з Арканзасу, знайшла собі не найкращу компанію. Її приятель Рей Мелколм разом із напарником здійснює жорстоке вбивство, вирізавши в одному з будинків цілу родину. Забравши награбоване, трійця прямує до Хьюстона з надією реалізувати товар. На шляху вони вирішують повернути до Арканзасу. Там на слід злочинців виходить поліцейський Дейл Діксон на прізвисько "Ураган".